# The Party Album
| Recensione | Giudizio |
| ---------- | -------- |
| AllMusic   |          |

The Party Album è un album in studio del gruppo dance olandese Vengaboys, pubblicato nel 1999. Si tratta del secondo album, il primo diffuso in maniera internazionale.

## Tracce
1. We Like to Party! – 3:42
2. Boom, Boom, Boom, Boom!! – 3:22
3. Up & Down – 3:59
4. Ho Ho Vengaboys – 3:41
5. To Brazil! – 3:07
6. We're Going to Ibiza – 3:38
7. Vengababes from Outer Space – 3:26
8. Superfly Slick – 5:21
9. Movin' Around – 3:48
10. The Vengabeat – 4:09
11. You and Me – 5:24
12. Paradise... – 7:07

## Formazione
- Kim Sasabone
- Denice Van Rijswijk
- Robin Pors
- Donny Latupeirissa (Ma´Donny)